# 凯拉·哈里森
凯拉·哈里森（英語：Kayla Harrison，1990年7月2日—）生于俄亥俄州米德尔敦，是一名美国女子柔道运动员，主攻78公斤级。哈里森的母亲是柔道黑带的拥有者，她也正是在六岁时在母亲的介绍下开始练习柔道。她早年时期曾师从教练Daniel Doyle，在她15岁生日前她已经获得两个国内比赛冠军，然而她在这段时间时常遭受教练的性虐待，她的母亲得知此事后报了警，最终Doyle被判处10年监禁。16岁时，她移居至波士顿，开始师从吉米·佩德罗教练。她在2016年里约奥运结束两个月后宣布正式转攻综合格斗。